# Anaxeton
Anaxeton Gaertn. – rodzaj roślin z rodziny astrowatych (Asteraceae). Obejmuje co najmniej 10 gatunków.

## Systematyka
Pozycja według APweb (aktualizowany system APG III z 2009)
Jeden z rodzajów plemienia Gnaphalieae z podrodziny Asteroideae w obrębie rodziny astrowatych (Asteraceae) z rzędu astrowców (Asterales) należącego do dwuliściennych właściwych.
Wykaz gatunków
- Anaxeton angustifolium Lundgren
- Anaxeton arborescens (L.) Less.
- Anaxeton asperum (Thunb.) DC.
- Anaxeton brevipes Lundgren
- Anaxeton ellipticum Lundgren
- Anaxeton hirsutum (Thunb.) Less.
- Anaxeton laeve (Harv.) Lundgren
- Anaxeton lundgrenii B.Nord.
- Anaxeton nycthemerum Less.
- Anaxeton virgatum DC.